# Espresso (singolo)
Espresso è un singolo della cantante statunitense Sabrina Carpenter, pubblicato il 12 aprile 2024 come primo estratto del sesto album in studio Short n' Sweet.
Accolto positivamente dalla critica musicale, il brano è stato premiato come canzone dell'anno agli MTV Video Music Award 2024, ricevendo anche il Grammy Award alla miglior interpretazione pop solista e quello alla miglior registrazione remixata, non classica del 2025 per il Mark Ronson x FnZ Working Late Remix.

## Antefatti e descrizione
Il 16 gennaio 2024 Sabrina Carpenter è stata confermata come una degli artisti che si sarebbe esibita in occasione del festival musicale statunitense Coachella 2024, organizzato nella città di Indio, California. La cantante ha anticipato la pubblicazione di una nuova canzone attraverso cartelloni pubblicitari che recitavano: "Ti farà venire.... al suo show al Coachella!". L'8 aprile 2024, la Carpenter ha anticipato l'uscita di Espresso attraverso i suoi canali social, unitamente alla futura data di pubblicazione del singolo e la sua copertina. L'artista, nella descrizione del suo post, ha aggiunto: "Volevo solo far uscire una piccola canzone prima del Coachella". Il brano è stato pubblicato il 12 aprile 2024 sulle piattaforma streaming e di download digitali attraverso l'etichetta Island, mentre la versione in vinile e audiocassetta è stata pubblicata attraverso la Polydor Records.
Durante un'intervista su Apple Music 1 la cantante ha raccontato di aver scritto il testo in Francia.
In una intervista concessa al periodico Vogue, la Carpenter ha dichiarato che la canzone ruota attorno al vedere la femminilità come un superpotere e di avere piena fiducia nell'abbracciare l'idea di essere "una ragazza cazzuta". La critica musicale ha ricondotto il brano al genere pop, con alcune influenze di synth pop, disco e funk.
La parola "Espresso", nel titolo del brano, è riferita all'omonimo caffè.

## Promozione
La cantante si è esibita per la prima volta con il brano al Coachella 2024.

## Video musicale
Il video, diretto da Dave Meyers, è stato pubblicato il 12 aprile 2024 attraverso il canale YouTube della cantante. Riguardo a questo la Carpenter ha espresso: «Sin dal primo giorno in cui ho ascoltato la canzone mi sono immaginata un'atmosfera da spiaggia, soprattutto questo ambiente un po' old school moderno. Volevo catturare la giocosità che metto in tutti i miei video e poi, se devo essere sincera, mi piaceva l'idea di una "macchina-piscina".»

### Sinossi
Il video inizia con le inquadrature della schiena abbronzata di una ragazza, sulla quale i segni dell'abbronzatura mostrano il nome della cantante. Allo stesso modo viene poi mostrata l'abbronzatura sulla schiena di un ragazzo dove compare la scritta "Espresso" e poi, una volta giratosi, sul petto compare "Directed by Dave Meyers". La ripresa poi si sposta e viene mostrata una scena in bianco e nero in cui la Carpenter si trova un motoscafo insieme ad un altro uomo, il quale prova ad approcciare con la cantante che, infastidita, vira bruscamente e fa scivolare l'uomo in acqua. Il video diventa a colori, mantenendo per tutta la sua durata uno stile vintage. Sabrina, quindi, ruba la carta di credito dell'uomo e si avvicina alla spiaggia dove incontra altre ragazze con le quali intraprende diverse attività, tra cui prendere il sole, leggere libri, farsi la pedicure e venire massaggiate da altri ragazzi. Poco prima dell'inizio del secondo verso compare una macchina vintage insieme ad un gruppo di uomini dotati di tavola da surf. Nelle scene successive viene mostrata la cantante mentre balla su una di queste tavole, mangia un gelato e continua a fare festa con gli altri ragazzi, alternate ad alcune scene in cui la Carpenter si fa un bagno dentro la macchina vintage che è stata riempita d'acqua. Nella scena finale compare nuovamente l'uomo che era stato scagliato in acqua ad inizio video, il quale denuncia la cantante alla polizia. Sabrina viene quindi arrestata e portata dentro una macchina della polizia da un agente, il quale non riesce ad avviare la vettura. Il video si conclude con una versione strumentale del brano Please Please Please, il singolo successivo della Carpenter, che viene riprodotta dalle sirene apposte sul tetto dell'automobile della polizia.

## Tracce
Testi e musiche di Sabrina Carpenter, Amy Allen, Julian Bunetta, Steph Jones.
Download digitale
1. Espresso (Explicit) – 2:55

7", MC
- Lato A

1. Espresso (Explicit)

- Lato B

1. Espresso (On Vacation)

## Successo commerciale
Espresso ha accumulato 1,79 miliardi di stream a livello globale nel corso dell'anno, risultando la 2ª hit più venduta secondo l'International Federation of the Phonographic Industry.
Negli Stati Uniti, nella settimana di pubblicazione del 27 aprile 2024, grazie a 19,8 milioni di streaming, 5,1 milioni di audience radiofonica e 4 000 download digitali, Espresso ha debuttato alla settima posizione della Billboard Hot 100, diventando la prima top 10 della Carpenter e il suo più alto debutto in classifica della carriera. Nella settimana dell'11 maggio 2024 il brano ha raggiunto la quarta posizione della classifica, diventando la prima top 5 della carriera dell'artista nel Paese. Nella nona settimana di permanenza in classifica, Espresso ha raggiunto il nuovo picco alla posizione numero 3, grazie anche a 28 000 download digitali venduti che gli hanno consentito di raggiungere per la prima volta la vetta della Digital Songs. Inoltre, grazie al brano Please Please Please che, nella stessa settimana, ha debuttato alla seconda posizione della Hot 100, la Carpenter ha occupato per la prima volta nella sua carriera gli ultimi due gradini della top 3 della classifica. Così facendo, la Carpenter è diventata la terza artista solista nella storia della Billboard Hot 100 ad avere contemporaneamente due singoli, senza alcun altro artista d'accompagnamento, nella top 3 della classifica. In precedenza, solamente il gruppo musicale britannico The Beatles avevano ottenuto un tale risultato, riuscendoci nel 1964 con i brani I Want to Hold Your Hand e She Loves You, seguiti da Ariana Grande nel 2019 con i brani 7 Rings, Break Up with Your Girlfriend, I'm Bored e Thank U, Next, e da Taylor Swift nel 2022 e 2023. 
Nel Regno Unito Espresso ha debuttato nella top 10 della classifica, alla sesta posizione. Due settimane dopo il brano ha raggiunto la prima posizione, diventando la prima numero uno di Carpenter nel Paese.
La canzone ha debuttato nella top 10 anche delle classifica di Australia, Canada e Irlanda.
Il 6 agosto 2024, la canzone ha raggiunto un miliardo di ascolti su Spotify, diventando così la prima canzone di Carpenter e, al contempo, la terza canzone più veloce di tutti i tempi a raggiungere questa cifra sulla piattaforma.

## Classifiche

### Classifiche settimanali
| Classifica (2024-25) | Posizione massima |
| -------------------- | ----------------- |
| Arabia Saudita       | 3                 |
| Argentina            | 25                |
| Australia            | 1                 |
| Austria              | 5                 |
| Belgio (Fiandre)     | 1                 |
| Belgio (Vallonia)    | 1                 |
| Bielorussia          | 1                 |
| Brasile              | 32                |
| Bulgaria             | 1                 |
| Canada               | 3                 |
| Corea del Sud        | 97                |
| Croazia              | 10                |
| Danimarca            | 3                 |
| Emirati Arabi Uniti  | 1                 |
| Estonia              | 1                 |
| Filippine            | 3                 |
| Finlandia            | 12                |
| Francia              | 7                 |
| Germania             | 4                 |
| Giamaica             | 4                 |
| Grecia               | 2                 |
| Hong Kong            | 9                 |
| India                | 1                 |
| Indonesia            | 3                 |
| Irlanda              | 1                 |
| Islanda              | 1                 |
| Israele              | 24                |
| Italia               | 32                |
| Kazakistan           | 2                 |
| Lettonia             | 3                 |
| Libano               | 2                 |
| Lituania             | 2                 |
| Lussemburgo          | 2                 |
| Malaysia             | 1                 |
| Medio Oriente        | 1                 |
| Moldavia             | 115               |
| Norvegia             | 2                 |
| Nuova Zelanda        | 2                 |
| Paesi Bassi          | 4                 |
| Panama               | 23                |
| Perù                 | 16                |
| Polonia              | 12                |
| Portogallo           | 2                 |
| Regno Unito          | 1                 |
| Repubblica Ceca      | 10                |
| Romania              | 3                 |
| Russia               | 2                 |
| Singapore            | 1                 |
| Slovacchia           | 11                |
| Spagna               | 26                |
| Stati Uniti          | 3                 |
| Svezia               | 5                 |
| Svizzera             | 2                 |
| Taiwan               | 18                |
| Ucraina              | 4                 |
| Ungheria             | 16                |

### Classifiche di fine anno
| Classifica (2024) | Posizione |
| ----------------- | --------- |
| Argentina         | 156       |
| Australia         | 3         |
| Austria           | 12        |
| Bielorussia       | 14        |
| Bulgaria          | 4         |
| Canada            | 6         |
| Danimarca         | 12        |
| Estonia           | 2         |
| Filippine         | 10        |
| Francia           | 19        |
| Germania          | 16        |
| India             | 2         |
| Islanda           | 5         |
| Italia            | 80        |
| Kazakistan        | 18        |
| Nuova Zelanda     | 5         |
| Paesi Bassi       | 11        |
| Polonia           | 25        |
| Portogallo        | 9         |
| Regno Unito       | 3         |
| Russia            | 9         |
| Spagna            | 88        |
| Stati Uniti       | 7         |
| Svezia            | 11        |
| Svizzera          | 7         |
| Ucraina           | 27        |
| Ungheria          | 65        |

## Riconoscimenti
| Premio                          | Anno | Categoria                                    | Risultato       | Ref    |
| ------------------------------- | ---- | -------------------------------------------- | --------------- | ------ |
| Nickelodeon Kids' Choice Awards | 2024 | Favorite Viral Song                          | Vincitore/trice | [ 96 ] |
| MTV Video Music Awards          | 2024 | Canzone dell'anno                            | Vincitore/trice | [ 97 ] |
| MTV Video Music Awards          | 2024 | Miglior editing                              | Candidato/a     | [ 97 ] |
| Myx Music Awards                | 2024 | Global video dell'anno                       | In attesa       | [ 98 ] |
| NRJ Music Award                 | 2024 | Canzone internazionale dell'anno             | In attesa       | [ 99 ] |
| Grammy Award                    | 2025 | Registrazione dell'anno                      | Candidato/a     | [ 23 ] |
| Grammy Award                    | 2025 | Miglior interpretazione pop solista          | Vincitore/trice | [ 23 ] |
| Grammy Award                    | 2025 | Miglior registrazione remixata, non classica | Vincitore/trice | [ 23 ] |

## Date di pubblicazione
| Paese       | Data           | Formato                      | Etichetta        | Nota            |
| ----------- | -------------- | ---------------------------- | ---------------- | --------------- |
| Mondo       | 11 aprile 2024 | Download digitale, streaming | Island           | [ 27 ]          |
| Italia      | 2 maggio 2024  | Radio                        | Universal        | [ 100 ]         |
| Regno Unito | 7 giugno 2024  | 7", MC                       | Polydor          | [ 101 ] [ 102 ] |
| Canada      | 7 giugno 2024  | 7"                           | Universal Canada | [ 103 ]         |